# Maesa rufo-villosa
Maesa rufo-villosa är en viveväxtart som beskrevs av Carl Christian Mez. Maesa rufo-villosa ingår i släktet Maesa och familjen viveväxter. Inga underarter finns listade i Catalogue of Life.